# Pulsione
La pulsione è un concetto sviluppato dal filosofo austriaco Sigmund Freud per dare una spiegazione ai moventi inconsapevoli che condizionano le condotte umane, in termini di processi inconsci.

## Descrizione
(Breve definizione di pulsione in Enciclopedia della psicoanalisi)
La pulsione sarebbe l'eccitazione di tipo somatico che promuove i processi psichici, premendo sull'individuo e spingendolo a sviluppare quei comportamenti che permetterebbero una scarica della tensione provocata dalla spinta pulsionale.
Freud usò il termine "Trieb" (invece di Istinkt, istinto), che nel linguaggio corrente tedesco ha molteplici e generici significati, ipotizzando che le tendenze (trieb, appunto) riscontrate nel comportamento umano fossero originate da cariche di energia biologica di origine somatica. La pulsione avrebbe pertanto, in comune con gli istinti, un'origine biologica. Le pulsioni si svilupperebbero in maniera plastica, con un'economia idonea a dare soddisfazione ed a scaricare la carica di energia somatica. Il concetto fu definito da Freud stesso come "psicobiologico".
Gli elementi costitutivi della pulsione sono: spinta, fonte, oggetto e meta.
Attualmente, in psicoanalisi, non si attribuisce più a questo concetto un significato biologico ed un valore somatico energetico (come invece facevano appunto le originarie "teorie pulsionaliste" freudiane), anche se si conserva il termine in senso metaforico, così come del resto lo esprimeva la parola tedesca trieb.
Nelle lingue neolatine il termine pulsione, non usato nel linguaggio comune, ha mantenuto nell'opinione corrente il connotato biologistico freudiano, nonostante questo non sia più mantenuto tra gli psicoanalisti. Nelle lingue anglosassoni il termine freudiano fu tradotto dapprima con "instinct", ben presto con "drive" e più recentemente con "motivation".
Le pulsioni, nella concezione freudiana, sarebbero sessuali ed aggressive: in effetti tutta la teoria elaborata da Freud per spiegare le origini e il funzionamento dello psichismo umano, è basata su una progressiva trasformazione delle spinte sessuale o aggressiva, in altre ipotesi di spinte diverse che regolerebbero lo sviluppo psichico ed il suo funzionamento (Teoria energetico-pulsionale). Tale estensione delle ipotesi freudiane è condivisa solo da alcune scuole psicoanalitiche attuali, mentre la maggior parte delle scuole psicodinamiche attuali si sono evolute nella direzione di approcci più "relazionali" (la cosiddetta "teoria delle relazioni oggettuali").